# Tornada de la Moore din 2013

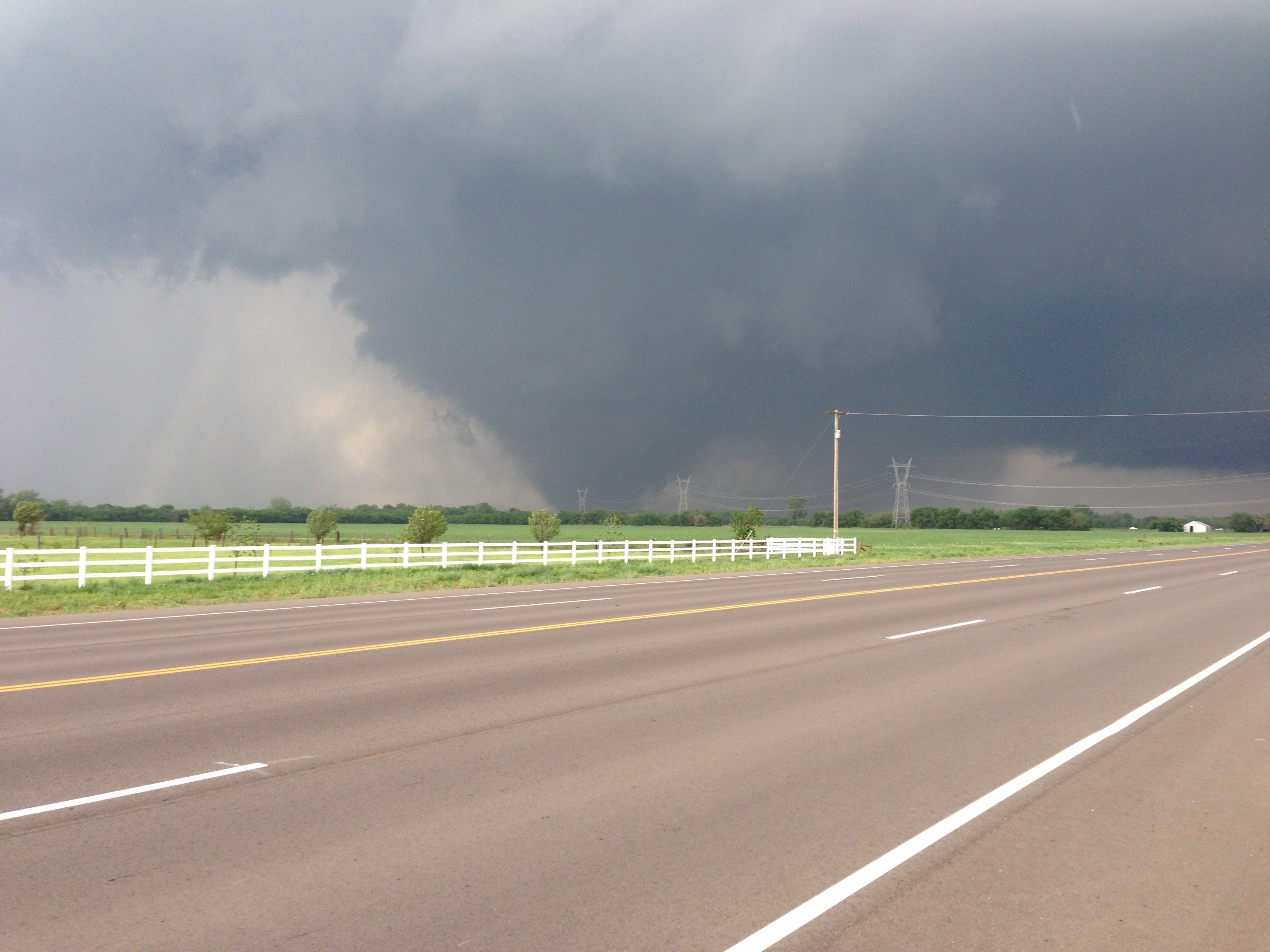
Tornada la sud-vest de Moore

Tornada de la Moore s-a abătut asupra orașului Moore și asupra regiunilor adiacente din suburbia Oklahoma City, Oklahoma, Statele Unite ale Americii pe data de 20 mai, 2013, orele locale 2:45 – 3:35. 
Agenția meteorologică din Statele Unite a evaluat tornada ca fiind de o forță EF-5, scara de amploare a tornadelor, ceea ce înseamnă că este o tornadă cu rafale de vânt între 260 și 321 de kilometri pe oră.

## Bilanț

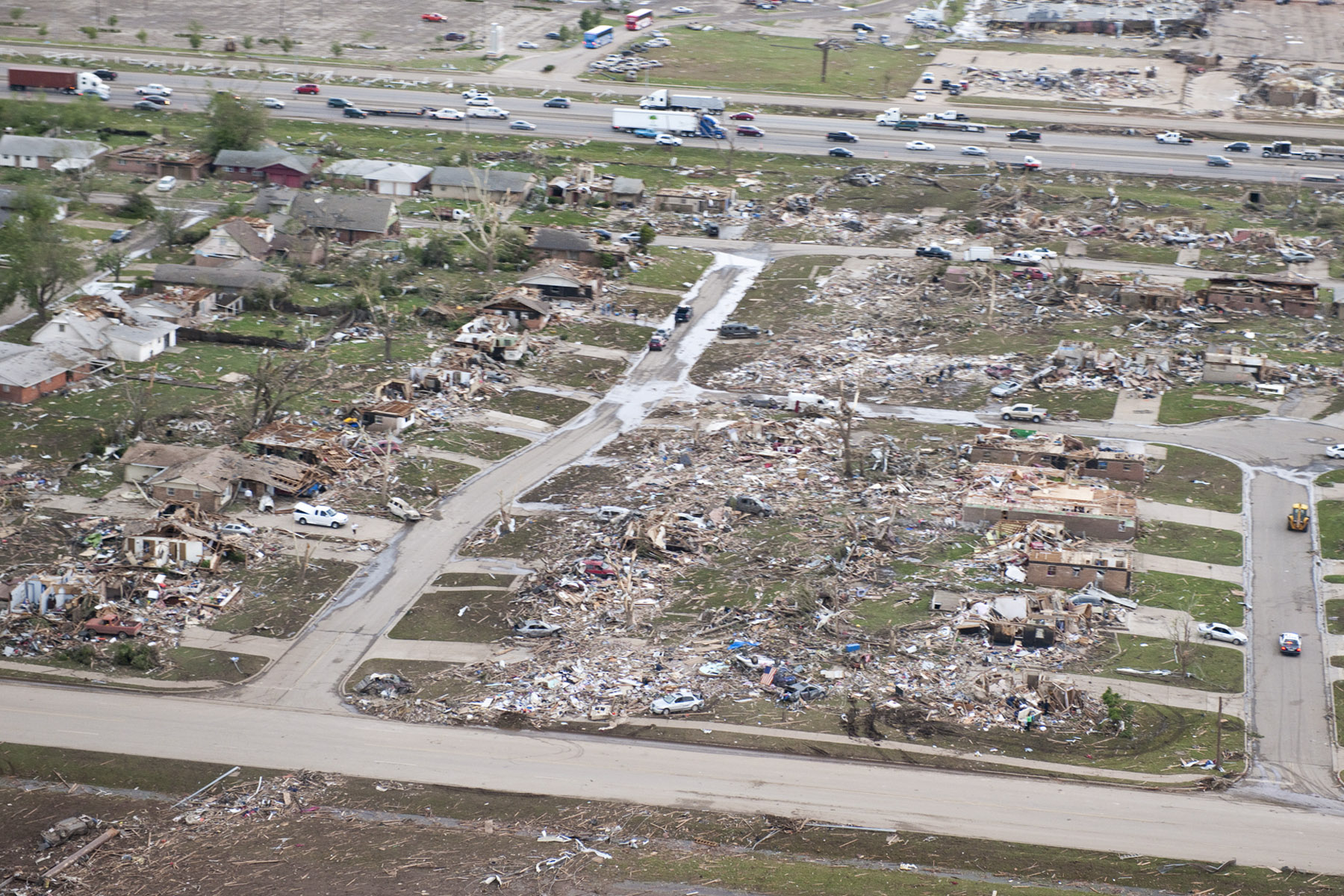
Vedere aeriană a distrugerilor provocate de tornadă

Conform bilanțului oficial, 24 de oameni au murit în urma tornadei (spre deosebire de 91 cât s-a anunțat anterior), iar alții 377 au fost răniți.

## Distrugeri

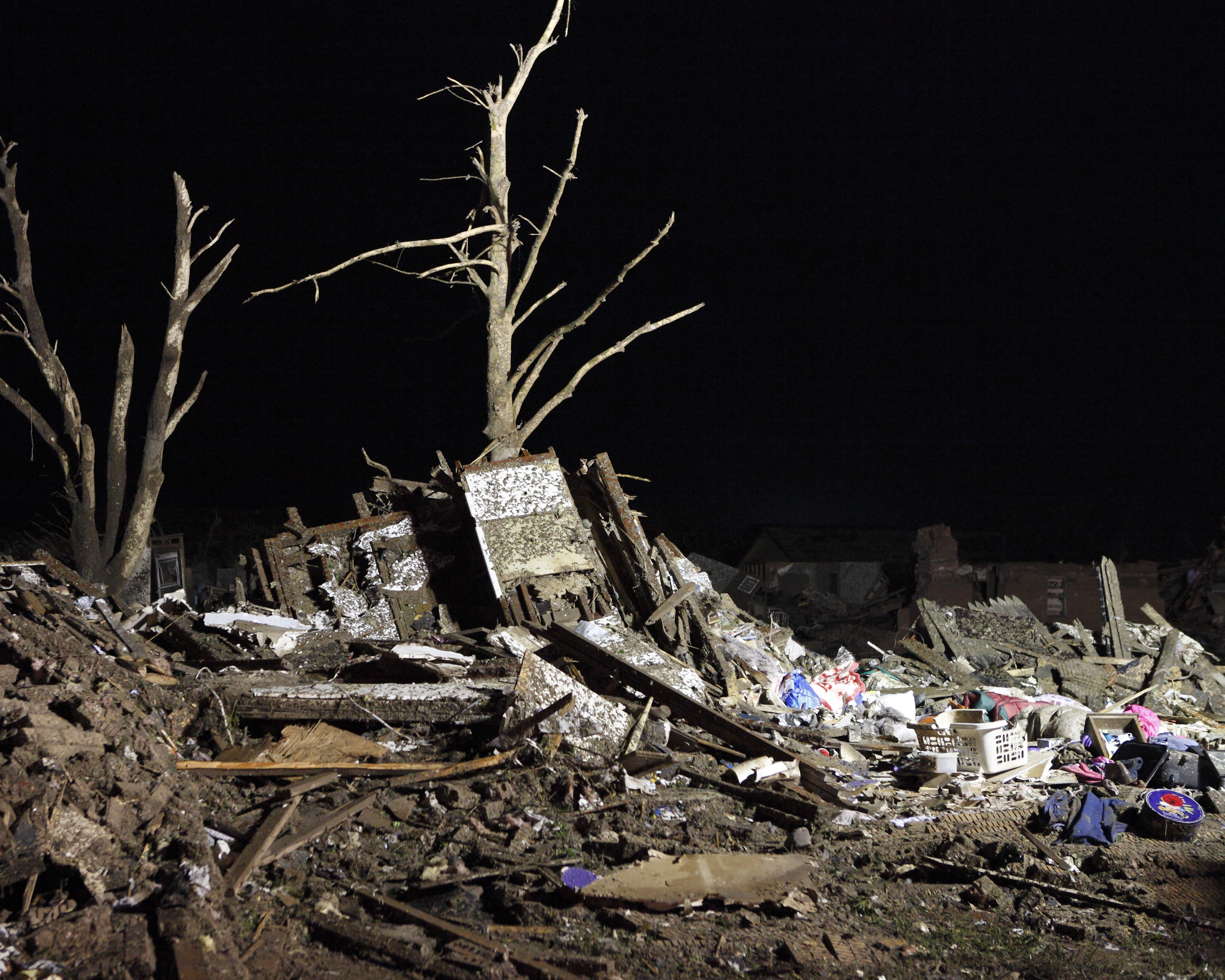
Distrugeri provocate de tornadă

Tornada a distrus două școli, dintre care una complet în Moore, unde se aflau 75 de copii, soarta unora dintre ei este necunoscută. În prezent, în Moore nu funcționează rețeaua de telefonia mobilă, în timp ce mii de oameni au rămas fără electricitate. Multe din clădirile distruse au luat foc. Echipele de salvare și grupuri de voluntari piaptănă zona, în căutare de morți și de răniți. Daunele provocate de dezlănțuirea naturii au depășit 1 miliard de dolari. 

## Clasificare
În opinia specialiștilor, tornada a corespuns criteriilor categoriei EF-5, cea mai înaltă și cea mai distrugătoare, când viteză vântului poate atinge 321 kilometri pe oră. „EF5 este cea mai înaltă treaptă a acestui sistem de evaluare”, a declarat, printre altele, Kelly Pirtie, de la NOAA național Severe Storms Laboratory. Meteorologii au precizat că forță tornadei a fost de cel puțin opt ori mai mare decât prima bombă nucleară folosită într-un război. 
Bombă nucleară Little Boy, cu o putere de peste 12 kilotone TNT, a fost lansată deasupra orașului nipon Hiroshima la 6 august 1945. 